# Автоматизированная система управления технологическим процессом
Автоматизированная система управления технологическим процессом (АСУТП, АСУ ТП) — система технических и программных средств, предназначенных для автоматизации управления технологическим процессом. Может иметь связь с более общей автоматизированной системой управления предприятием (АСУП).
Под АСУТП обычно понимается целостное решение, обеспечивающее автоматизацию технологических процессов. Частным случаем может быть автоматизация на производстве в целом или каком-то его участке, выпускающем относительно завершённое изделие, либо не на самом производстве, а на вспомогательных участках: вентиляция и кондиционирование, очистка воды, переработка сточных вод, и т. д.
Понятие «автоматизированный», в отличие от понятия «автоматический», подчёркивает необходимость участия человека в отдельных операциях, как в целях сохранения контроля над процессом, так и в связи со сложностью или нецелесообразностью автоматизации отдельных операций.
Составными частями АСУТП могут быть отдельные системы автоматического управления (САУ) и автоматизированные устройства, связанные в единый комплекс. Такие как системы диспетчерского управления и сбора данных (SCADA), распределенные системы управления (DCS), системы ПАЗ и другие системы управления (например, системы на программируемых логических контроллерах (ПЛК)). Как правило, АСУТП имеет единую систему операторского управления технологическим процессом в виде одного или нескольких пультов управления, средства обработки и архивирования информации о ходе процесса, типовые элементы автоматики: датчики, устройства управления, исполнительные устройства. Главной особенностью АСУТП является периодическое либо регулярное участие человека-оператора в её работе. Роль оператора состоит в периодическом либо регулярном контроле за системой операторского управления. Для информационной связи всех подсистем используются промышленные сети. Поскольку в промышленной автоматизации сетевые интерфейсы могут быть неотъемлемой частью соединяемых устройств, а сетевое программное обеспечение прикладного уровня модели OSI исполняется на основном процессоре промышленного контроллера, то отделить сетевую часть от устройств, объединяемых в сеть, иногда физически невозможно.
В развитии АСУТП наблюдалось последовательное усложнение задач, стоящих перед системами управления от управления отдельными установками и параметрами, к автоматизации процессом в целом, автоматизации систем управления. Использование современных АСУТП позволяет не только эффективно осуществлять управление и контроль в производственной сфере, но и частично исключить влияние человеческого фактора в управлении, что позволяет избежать ошибок. В настоящее время актуальными являются вопросы повышения автономности АСУТП, перераспределения функций в направлении увеличения нагрузки в принятии решений на АСУ. Актуальными, в данном случае, выступают вопросы развития интеллектуальной составляющей АСУТП в направлении создания алгоритмов реагирования в режиме реального времени на возникающие критические ситуации. Активное использование в АСУТП беспроводных технологий вызывает повышенные требования к обеспечению безопасности от несанкционированного доступа.

## Распределённая система управления
Распределённая система управления, РСУ (англ. Distributed Control System, DCS) — система управления технологическим процессом, отличающаяся построением распределённой системы ввода вывода и децентрализацией обработки данных.

## Программируемый логический контроллер
Программи́руемый логи́ческий контро́ллер (ПЛК) (англ. Programmable Logic Controller, PLC) или программируемый контроллер — электронная составляющая промышленного контроллера, специализированного (компьютеризированного) устройства, используемого для автоматизации технологических процессов.